# Cleome albescens
Cleome albescens là một loài thực vật có hoa trong họ Màng màng. Loài này được Franch. mô tả khoa học đầu tiên năm 1882.